# トロイの盾作戦
トロイの盾作戦（英語: Operation Trojan Shield）とは、2018年から2021年にかけて複数国の法執行機関が合同で実施したおとり捜査である。アメリカ連邦捜査局（FBI）とオーストラリア連邦警察（AFP）が秘密裏に犯罪組織に配布したメッセージアプリ「ANOM」を使って数百万通のメッセージを傍受し麻薬取引や殺人計画などに関する情報を入手、犯罪行為に関与したとされる人物800人以上の逮捕に繋がった。

## 配布と使用法

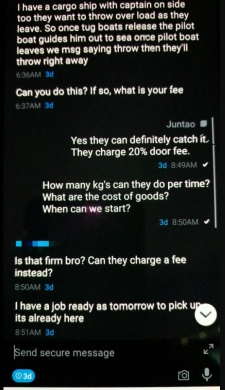
ANOMアプリでの会話の一例